# Gölle, Somogy
Gölle  este un sat în districtul Kaposvár, județul Somogy, Ungaria, având o populație de 1.030 de locuitori (2011). 

## Demografie
Componența etnică a satului Gölle
     Maghiari (88,62%)
     Romi (7,69%)
     Germani (1,95%)
     Necunoscut (1,73%)
     Alții (1,73%)
Componența confesională a satului Gölle
     Fără religie (5,53%)
     Reformați (2,33%)
     Necunoscută (91,17%)
     Alte religii (1,46%)
Conform recensământului din 2011, satul Gölle avea 1.030 de locuitori. Din punct de vedere etnic, majoritatea locuitorilor (88,62%) erau maghiari, existând și minorități de romi (7,69%) și germani (1,95%). Apartenența etnică nu este cunoscută în cazul a 1,73% din locuitori. Nu există o religie majoritară, locuitorii fiind persoane fără religie (5,53%) și reformați (2,33%). Pentru 91,17% din locuitori nu este cunoscută apartenența confesională.

## Personalități
Aici s-a născut în 1900 scriitorul István Fekete.